# Theodoor van Heil

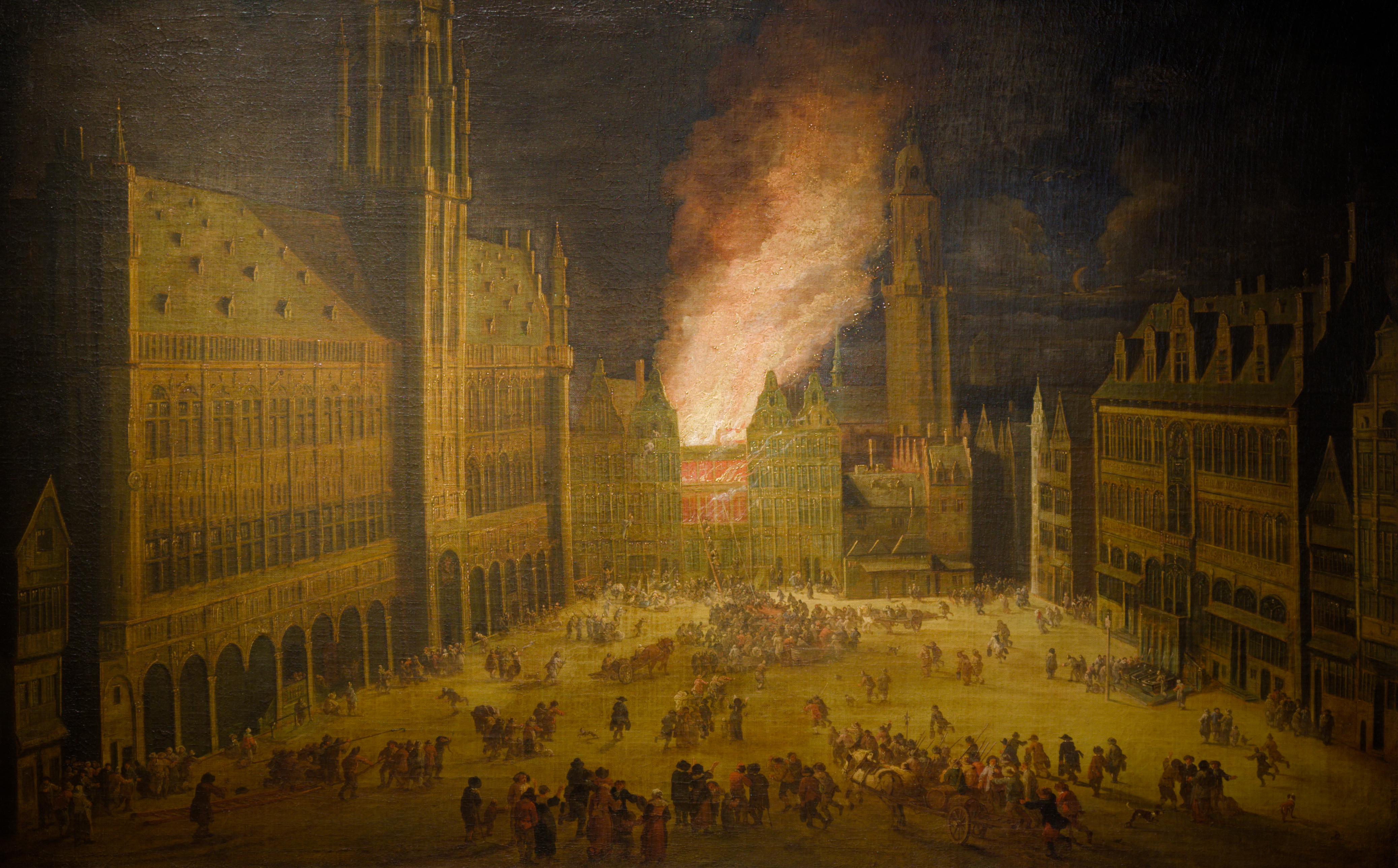
Brand in Den Wolf in 1690

Theodoor van Heil (Brussel, 1635 – na 1691) was een Brabants schilder. Hij was gespecialiseerd in landschappen en stadsgezichten, in het bijzonder winterlandschappen en brandende steden.

## Leven
Theodoor van Heil was de zoon van de landschapschilder Daniël van Heil. Ook twee van zijn ooms waren kunstenaars: Leo van Heil was een architect en schilder en Jan Baptist van Heil was een portret- en historieschilder. Men neemt aan dat Theodoor in de leer was bij zijn vader. Hij werd meester van het Brusselse Sint-Lucasgilde in 1668. Hij signeerde met het monogram TVH.
Het is bekend dat de kunstenaar nog leefde in 1691. Het vroegst mogelijke overlijdensjaar verschuift naar 1695 wanneer hij correct geïdentificeerd is als de auteur van het Bombardement van Brussel in 1695 (KMSKB).

## Werk
Theodoor van Heil staat bekend om landschappen op de manier van zijn vader. Dit omvatte winterlandschappen en stadsbranden. Hij schilderde ook verschillende topografische gezichten op zijn geboortestad Brussel. Zes ervan bevinden zich in het Oldmasters Museum. Een fraai exemplaar is het Gezicht op Brussel vanaf het Koekelbergkasteel (1692). De andere tonen de stad van dichterbij en/of tijdens een brand.